# Bill Taylor
William L. "Bill" Taylor (Auburndale, Florida, 24 december 1918 - aldaar, 16 mei 2004) was een Amerikaans autocoureur. In 1949, 1952 en 1953 schreef hij zich in voor de Indianapolis 500, maar hij wist zich geen enkele keer te kwalificeren. De laatste twee races waren ook onderdeel van het Formule 1-kampioenschap. Daarnaast schreef hij zich ook in voor vier AAA Championship-races, maar ook hier kwalificeerde hij zich geen enkele keer. In 1957 en 1959 reed Taylor ook vier NASCAR-races met als beste resultaat een twaalfde plaats tijdens de Wilkes 160 op de North Wilkesboro Speedway in 1959.